# Cerknica (rzeka)
Cerknica – rzeka na terenie Słowenii, uchodząca do Idrijcy. Od źródła w Gorenji Novaki rzeka płynie przez Dolenji Novaki, Poljane, Cerkno i Ravne pri Cerknem, aż do ujścia we wsi Straža.

## Dorzecze
Dopływy Cerknicy (prawy-lewy):
- Črna (P)
- Čerenščica (P)
- Tršovka (P)
- Zapoška (P)
- Oresovka (L)